# San Miguel (Jerez de la Frontera)
El barrio de San Miguel es uno de los barrios más señeros y con una personalidad más marcada de la ciudad de Jerez de la Frontera (Andalucía, España).
Surgió como arrabal al sureste de la muralla en el siglo XIV, tras la conquista de la ciudad por parte de Alfonso X El Sabio.
San Miguel es actualmente un barrio céntrico y populoso, orientado a la bahía, de sabor marinero, cuyo punto más álgido lo alcanza el templo de San Miguel, alma y cabeza del barrio, cuyo cuerpo se derrama hacia sus bordes, en la plazuela de la Capilla de la Yedra y la Plaza de las Angustias. Un barrio en el que conviven más de 60 nacionalidades
En las calles más cercanas al centro y al propio templo de San Miguel, abundan las casas palaciegas, las residencias de familias nobles, para, a partir de la Cruz Vieja, difuminarse y transformarse en alegres casas de vecinos, patios de flores y paredes blancas.
Existe cierta competición popular con el barrio de Santiago, al ser los dos barrios nacidos como arrabales extramuros y tener una larga tradición flamenca.

## Historia

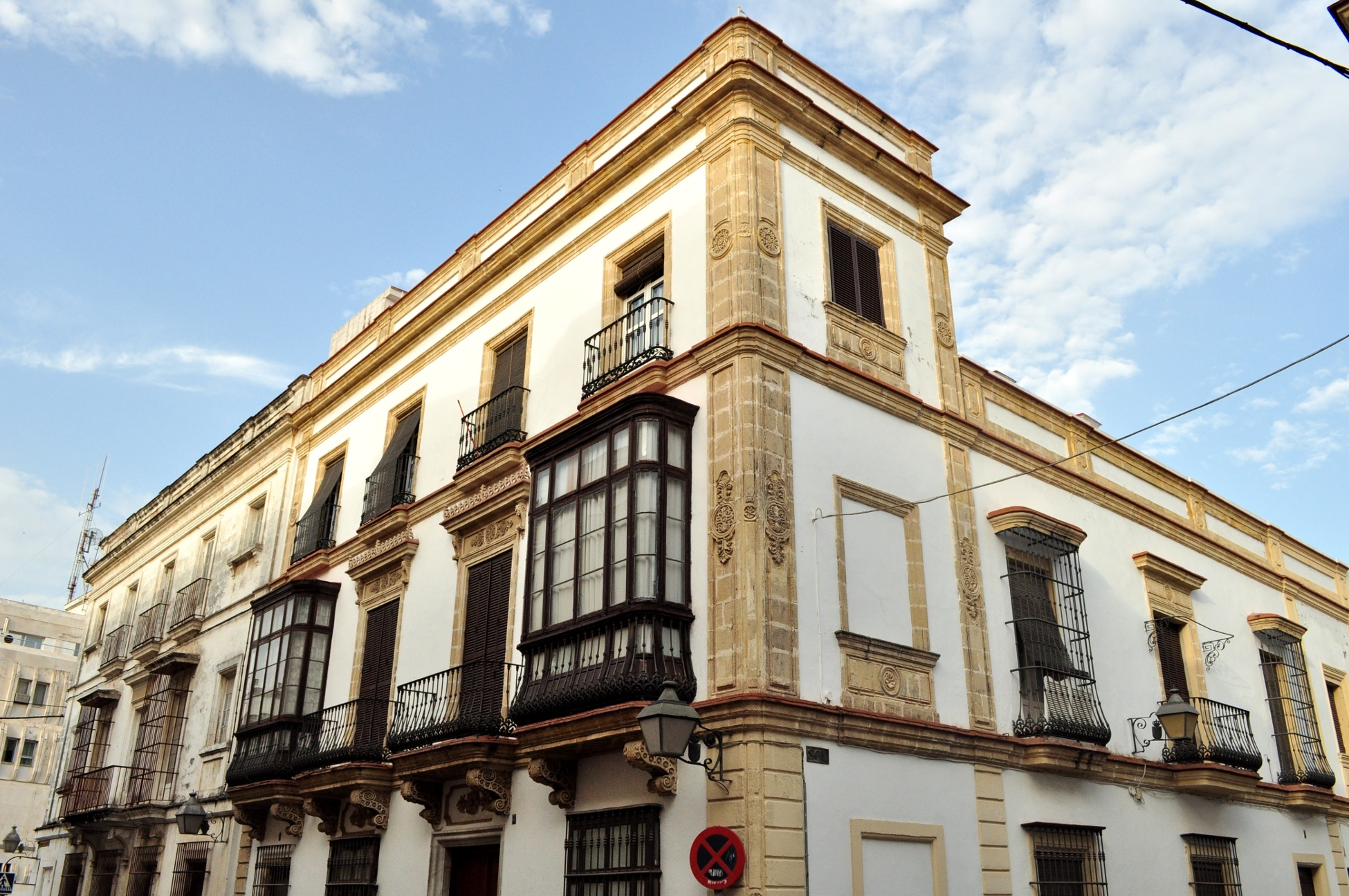
Casa en la calle Pedro Alonso esquina con la calle Sol

El actual barrio de San Miguel surge a raíz del arrabal de casas que se crearon en el siglo XIV a las afueras de la Puerta Real, entonces del Marmolejo, quizás la puerta principal de la ciudad.
El impulso a este arrabal de casas, además del trasiego de entradas y salidas del recinto amurallado y la cercanía del Alcázar, se debe al templo sobre una ermita previa que mandó levantar Alfonso XI en 1340, tras la Batalla del Salado, de forma que cubriese las necesidades espirituales de la incipiente población.
La advocación de San Miguel acabaría por dar nombre al futuro templo y por ende, a todo el barrio.

HAY un Jerez que recuerda a Nápoles. Sus límites son imprecisos, tal vez la Cruz Vieja, la calle Porvenir, la Hoyanca. Es la ciudad olvidada, la de las casas de vecinos, los almacenes y los talleres en los viejos bodegones. Flores en los balcones. Cal. Toque y cante. Hay ropa tendida a la vista, niños jugando al balón, niñatos con motos ensordecedoras. Aquí todo parece dar igual, cada cosa es lo mismo desde hace siglos, el universo cambia para permanecer intacto. El Cristo, la calle del Sol, la ermita de la Yedra. La eternidad a un paso. Quizás sea sólo la apariencia. Los blasones, los amplios patios, la caoba y los mármoles delatan una historia oculta. Como decían los estudiantes revolucionarios de mayo del 68, la arena de la playa está bajo los adoquines. Detrás de las fachadas desconchadas se esconde un mundo maravilloso.
Manuel Romero Bejarano,  El Palacio de Villapanés

## Distribución
El barrio de San Miguel fue creciendo teniendo al templo como centro geográfico y sentimental.
Actualmente, desde la pequeña pero bulliciosa Cruz Vieja, pequeño corazón del barrio y epicentro de distribución, salen las arterías principales por donde late el corazón del barrio:
- Iglesia de San Miguel, a través de la calle Barja.
- Plaza de las Angustias, bajando por la calle Pedro Alonso.
- Plaza del Arenal, andando por la calle Caballero.
- Capilla de la Yedra, atravesando el barrio por la calle Empedrada.
- Ermita de San Telmo, cerca de la calle Cerro Fuerte.

Desde la propia Cruz Vieja se definen dos triángulos:
1º. En el triángulo virtuoso, ilustrado y noble de la Iglesia de San Miguel - Puerta Real - Plaza de las Angustias se trazaron calles majestuosas como la calle de San Miguel, calle Caballeros, calle Barja o calle Pedro Alonso, salpicadas de casas señoriales y residencias nobles.
2º. En el otro triángulo, popular y sencillo, de la Plaza de las Angustias - Capilla de la Yedra - Ermita de San Telmo, al cual tendremos acceso desde la Cruz Vieja, los palacios dejarán paso a hileras de casas de vecinos, patios luminosos llenos de flores, peñas flamencas con sonido de guitarra y viejas farolas que iluminan un Jerez por donde no pasa el tiempo.
Paralela a la calle Empedrada, en la calle del Sol n.º 45, nació Lola Flores.
Y en el otro sentido en la calle Cerro Fuerte n.º 20 nació La Paquera.

## Lugares de interés

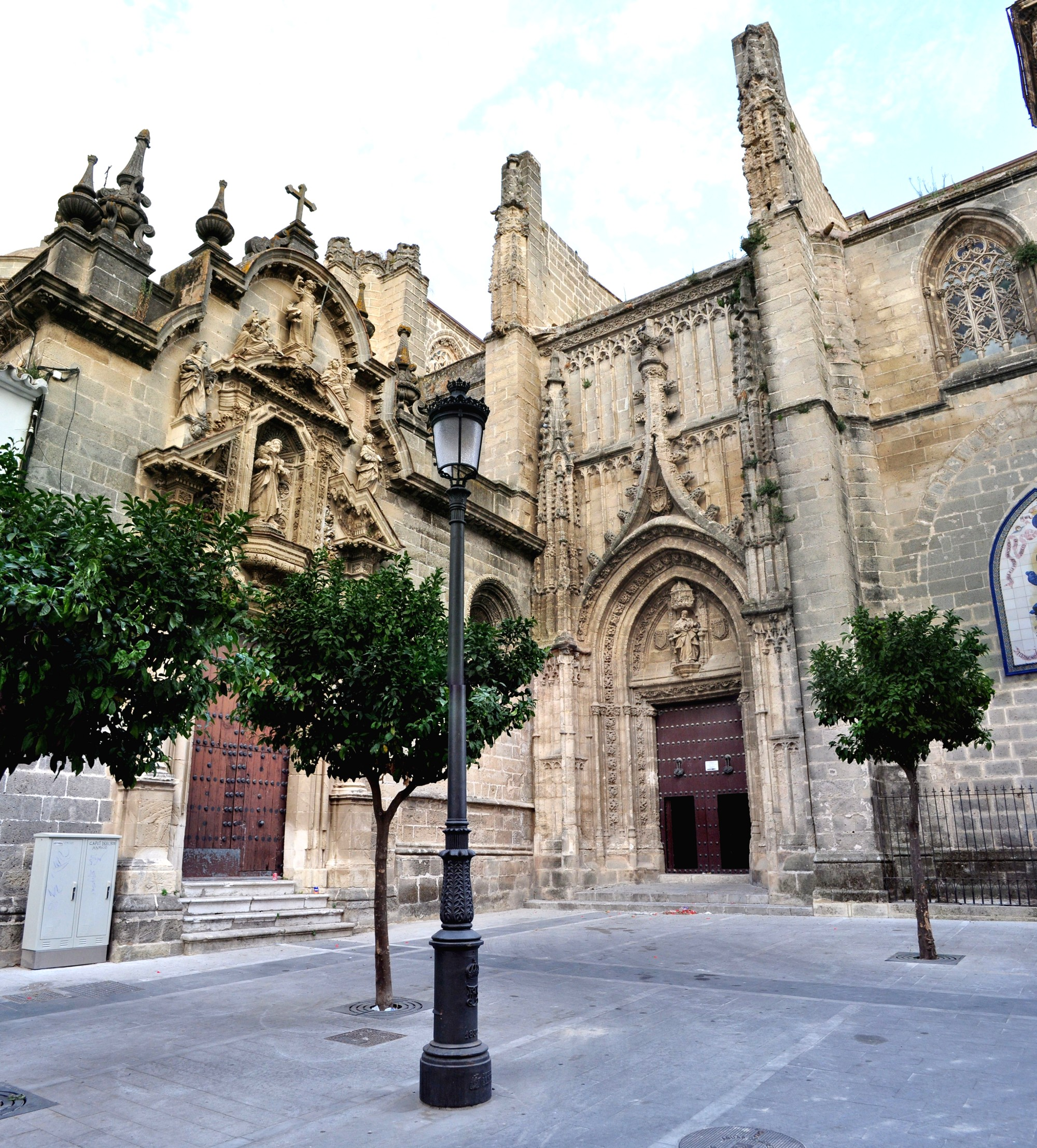
Capilla del Sagrario, San Miguel.

### Arquitectura religiosa
- Iglesia de San Miguel.
- Ermita de la Yedra.
- Ermita de San Telmo: ermita marinera, sobre las extinguidas playas de San Telmo.

### Arquitectura civil
- Palacio de Villapanés.
- Hospital de Mujeres Incurables

### Plazas
- Cruz Vieja.
- Plaza de las Angustias.
- Plaza de San Miguel: Crisol del alma del barrio, contiene una bella fuente de estilo romántico.
- Plaza del Cristo de la Expiración:plaza donde se sitúa la Ermita de San Telmo
- La Plazuela: pequeña plaza, singular, de espíritu gitano. Acoge la Ermita de la Yedra y el monumento a La Paquera.

### Otros
- Fundación Caballero Bonald.
- Monumento a Lola Flores: en la Cruz Vieja, junto al Palacio de Villapanés. Obra de Víctor Ochoa[3]
- Monumento a La Paquera: frente a la Capilla de la Yedra.
- Busto a Ramón de Cala: plaza de Antón Daza
- Corral de San Antón[4]

## Eventos de interés
- El "Corpus de San Miguel o de Minerva",[5] celebración del Corpus Christi.

## Flamenco
A San Miguel pertenecieron Manuel Molina, el creador de cinco siguiriyas, casi todas impresionantes; el Loco Mateo que dio un nuevo giro a la siguiriya; Diego el Marrurro que creó la más conmovedora de todas; y Joaquín la Serna que abogó por una vuelta a la austeridad y la altivez. También de San Miguel fue la inmensa figura de Merced la Serneta que reconfiguró la soleá centrándola en las emociones, principalmente en Utrera por cierto, aunque mantuvo sus enlaces con San Miguel y volvió a menudo al barrio. También de San Miguel, pero muy a lo suyo, fue el cantaor no gitano Antonio Chacón cuya creatividad tomó otros senderos aunque grabó un número de cantes de la Serneta, Manuel Molina y Marrurro, todos paisanos suyos de San Miguel. Tampoco se cierra el desglose con estos nombres. Entre los grandes cantaores grabados, algunos de los cuales dejaron su impronta en determinados cantes, se sitúan Manuel Torre, Agujetas padre, Manuel Agujetas, Rubichi y el Tío Juane. También Juanito Mojama era de San Miguel, pero en sus venas corría también sangre de Santiago.

El gran logro acumulativo de San Miguel se inclina hacia la expresión poderosa de la pena más profunda y desnuda - el cante como una invitación a la exacerbación - con toques frecuentes de rebeldía u ocasionales de altivez. Por supuesto hay excepciones: se trata de un nido de individualistas. Y siempre la Serneta queda como punto y aparte: su genio nació de su feminidad y hubiera dado fruto en cualquier lugar, pero la misma urgencia emotiva de los cantes que nos ha dejado probablemente proviene de San Miguel.
Pierre Lefranc, Las polaridades del Jerez gitano: Santiago y San Miguel

## Personajes destacados del barrio

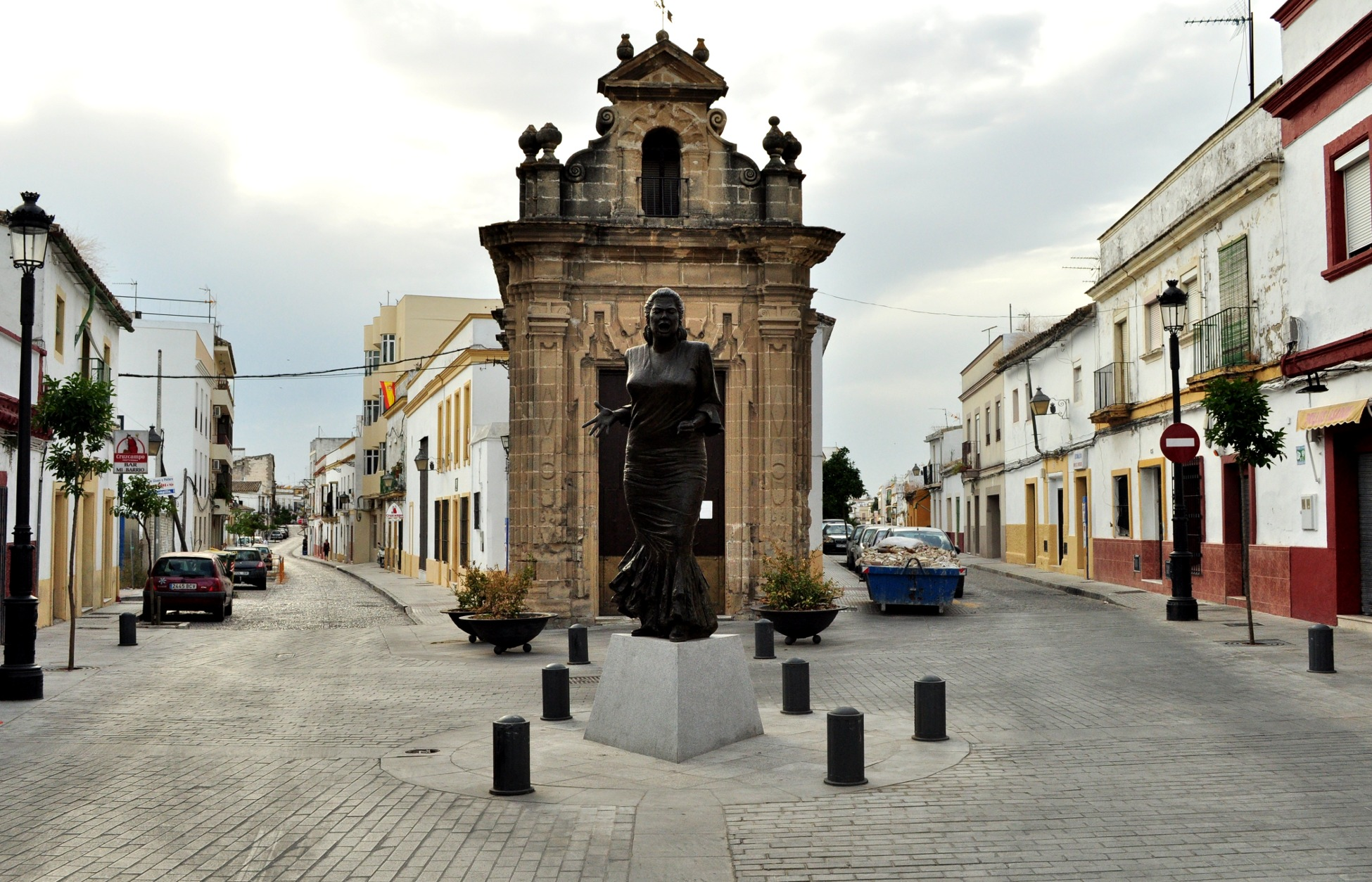
Capilla de la Yedra y monumento a La Paquera.

- Lola Flores, cantante, actriz y bailaora flamenca
- Paco Lobatón, periodista
- Juan Ruiz Peña, escritor, Premio Nacional de Literatura
- Antonio Chacón, cantante
- Manuel Torre, cantante
- Ramón de Cala, político y escritor
- La Paquera, cantante
- María José Santiago, cantante
- Manuel Fernández Molina, Parrilla de Jerez, guitarrista
- Juan Moneo Lara, El Torta, artista flamenco
- Fernando Soto, cantante
- Paco Cepero, guitarrista flamenco

## Galería
|  |  |  |

|  |  |